# Magister artium
Der Titel magister artium, auch liberalium artium magister war im Mittelalter der akademische Grad, den Studierende nach dem Studium der artes liberales, der Sieben Freien Künste, erhielten. Dies waren
- Grammatik, Rhetorik und Dialektik, das sprachlich geprägte Trivium („Dreiweg“), und anschließend
- Arithmetik, Geometrie, Musik und Astronomie, das mathematisch geprägte Quadrivium („Vierweg“)

Nach erfolgreicher Absolvierung dieser artes, welche die damaligen Grundlagen-Wissenschaften darstellten, hatte der nun Graduierte das Recht als Magister regens, die jüngeren Studenten das Trivium zu lehren. Damit hatte er in etwa die Aufgabe eines heutigen Hochschulassistenten.
Auch das heutige Magisterstudium wird noch immer mit der Abkürzung M.A. als Magister Artium bezeichnet.

## Kanon der sieben Künste
In der griechischen Antike waren die sieben Fächer zwar schon benannt, bildeten aber noch keinen Kanon. Die vier mathematischen Fächer wurden erstmals in Platons Politeia als jene Lehrgegenstände genannt, die bei der Ausbildung des „idealen Staatsmannes“ neben der Philosophie wesentlich zur Vernunfterkenntnis führen.
Enzyklopädisch behandelten sie erst Varro (1. Jh. v. Chr.) in den Disciplinae, die sich auch mit Medizin und Architektur befassten, sowie Cicero. Seneca brachte sie in die bis heute übliche Zählung, die im Mittelalter u. a. von Martianus Capella übernommen und im Lehrgedicht „Von der Hochzeit Merkurs und der Philologie“ als Hochzeitsgaben besungen wurden. Weiter ausgeführt wurde ihr Lehrstoff durch Cassiodor und Isidor von Sevilla (Etymologiae). Wie an mittelalterlichen Hochschulen üblich, wurden ergänzend auch griechische Autoren vorgetragen, beispielsweise bei der Grammatik Donatus, für die Rhetorik Rhetorica ad Herrenium, für die Arithmetik und Musik die beiden Institutiones von Boëthius und für die Dialektik dessen Sekundärliteratur zum Organon des Aristoteles.

## Entwicklung des Magisterstudiums
Der Unterricht in den sieben Künsten stand als ein Propädeutikum zwischen dem Elementarunterricht – Lesen und Schreiben mit ersten Lateinlektionen, Rechnen und Gesang – und dem eigentlichen Studium der Wissenschaften, unter denen im Frühmittelalter die Theologie im Vordergrund stand.
Der Lehrstoff der Artes wurde in den Klosterschulen und Domschulen vermittelt sowie durch „freie Magister“ und in städtischen Schulen.
Als die Universitäten entstanden, wurden sie in vier Fakultäten gegliedert, von denen die Artistenfakultät (Facultas Artium) für die freien Künste zuständig war und zur Vorläuferin der Philosophischen Fakultät wurde. Mit den Hauptfakultäten Theologie, Recht und Medizin wurde sie in das Studium generale integriert.
Als akademische Grade vergab die Artistenfakultät nach einem Examen den Titel des baccalaureus artium und darauf aufbauend nach dem zweiten Examen den magister artium. Die Lehrbefugnis (licentia docendi) in den freien Künsten war teilweise schon im Rahmen des Bakkalaureats zu erwerben, vollständig aber erst mit dem Magister. An dessen Stelle trat dann ab dem 15. Jahrhundert der Doktor (Doctor philosophiae).
Die Magistri artium („Lehrer der Künste“) nahmen in der Zeit der Scholastik in den bisherigen Lehrstoff philosophische Texte aus neuen Übersetzungen von Aristoteles und seiner arabischen Kommentatoren auf. Hingegen traten Rhetorik und Musik in den Hintergrund, desgleichen Grammatik, sofern man sie nicht als eine Art Sprachlogik weiterführte. Bedeutender wurde hingegen die Dialektik, die mit den mathematisch-naturwissenschaftlich geprägten Artes (Arithmetik, Geometrie, Astronomie) zu einem Studium der Physik und Metaphysik ausgebaut wurde. Dazu kamen als „praktische Philosophie“ Lehrveranstaltungen zu Ethik, Wirtschaft und Politik.
Die Magistri hatten also in ihren Vorlesungen und Praktika einen Lehrstoff zu vertreten, der im Frühmittelalter recht klar abgegrenzt war, später aber unter dem Einfluss der aristotelischen Philosophie eine starke Ausweitung hin zur Physik erfuhr. Die Fächer des Triviums verloren dabei etwas an Bedeutung, ebenso wie die Lehrberechtigung der Magistri ab dem 15. Jahrhundert.
Im Übergang Renaissance-Humanismus des 15. und 16. Jahrhunderts kam das Leitbild der Studia humanitatis auf, das weniger an einen Fächerkanon als an klassische Bildungsziele des Cicero anknüpfte. Dabei wurden die Artes abermals reformiert, auch was die Bildungsziele in Schule und Privatunterricht betraf. Die Fächer des Triviums wurden „klassischer“ und um griechische Dichter angereichert, während in der Philosophie die praktische Anwendung und das Studium der Geschichte in den Vordergrund rückte.